# Kiskunfélegyháza
Kiskunfélegyháza (tyska: Feulegaß) är en stad i provinsen Bács-Kiskun i södra Ungern. Staden hade 29 306 invånare (2019). Den ligger cirka 130 kilometer sydost om Budapest, mitt på det stora ungerska slättlandet. Staden är en viktig järnvägsknut.
Bland de viktigaste byggnaderna finns ett stadshus, ett romersk-katolskt gymnasium och en modern kyrka. Det omgivande området är täckt av vingårdar, fruktträdgårdar och fält med bland annat tobak. Flera romerska vaser och andra antika föremål har grävts upp i området. På 1600-talet ödelades staden av osmanerna och återuppbyggdes inte förrän 1743.
Konstnären Lenke Rothman föddes och växte upp i Kiskunfélegyháza.